# Jacques de Vaucanson
Jacques de Vaucanson, francoski inženir, izumitelj in akademik, * 24. februar 1709, † 21. november 1782.
Vaucanson velja za prvega izumitelja robota in tkalskega stroja.
Leta 1746 je bil imenovan za člana Académie des sciences.
1. 1 2  Encyclopædia Britannica
2. ↑  SNAC — 2010.
3. 1 2  Вокансон Жак де // Большая советская энциклопедия: [в 30 т.] — 3-е изд. — Moskva: Советская энциклопедия, 1969.
4. ↑  data.bnf.fr: platforma za odprte podatke — 2011.